# Billy Ray Smith, Sr.
Billy Ray Smith, Sr. (27 de janeiro de 1935 - 21 de março de 2001) foi um jogador profissional de futebol americano estadunidense.

## Carreira
Rick Volk foi campeão da temporada de 1970 da National Football League jogando pela equipe do Baltimore Colts, atualmente denominada Indianapolis Colts.